# Doubleheader (Fernsehen)
Ein Doubleheader ist die Ausstrahlung zweier Partien einer Sportart hintereinander ohne dazwischen ein anderes Programm zu zeigen. In Nordamerika beginnen häufig Spiele einer Liga zur selben Ortszeit, weshalb es aufgrund der zum Beispiel unterschiedlichen Zeitzonen in den Vereinigten Staaten zu „frühen“ und „späten“ Spielen kommt.

## Fußball

### Premier League
Im Vereinigten Königreich überträgt Sky Sports Doubleheader Spiele der Premier League unter dem Titel „Super Sunday“. Hierbei beginnt das erste Spiel um 13:30 Uhr und das zweite folgt um 16:00 Uhr.

### Liga MX
Der mexikanische Fernsehsender Canal de las Estrellas überträgt sonntags zwei Fußballspiele als Doubleheader. Das erste Spiel, meist ein Heimspiel der Deportivo Toluca oder der UNAM Pumas beginnt um 12 Uhr Ortszeit. Das zweite Spiel, typischerweise ein Heimspiel der Club América beginnt um 16 Uhr. Haben zwei der genannten Teams kein Heimspiel wird kein Doubleheader übertragen. In den Vereinigten Staaten überträgt seit 2012 Univision diesen Doubleheader.

### Weltmeisterschaften
Bei den Fußball-Weltmeisterschaften werden zeitnahe Spiele (Bspw. 18 und 21 Uhr) oft als Doubleheader ausgestrahlt.
In Deutschland war dies nicht der Fall, da die Spiele von Nachrichtensendungen unterbrochen wurden.

## Football

### National Football League
Spiele in der National Football League (NFL) beginnen gewöhnlich gegen 13 Uhr Ortszeit, was zu einem Doubleheader um 13:00/16:25 Uhr in der Eastern Time Zone und einem Doubleheader um 10:00/13:25 Uhr in der Pacific Time Zone führt.
Die beiden Sender mit den Ausstrahlungsrechten für die Sonntagsspiele – Fox und CBS – strahlen während der Regular Season die Spiele als Doubleheader aus. In den ersten 16 Wochen strahlen acht Mal Fox und acht Mal CBS Doubleheader aus, in 17. Woche beide. NBC strahlt keine Doubleheader aus.
Seit der Saison 2006 werden in der 1. Woche zwei Montagsspiele gespielt, welche ESPN als Doubleheader ausstrahlt.
Ab der Saison 2015 zeigt der deutsche Privatsender ProSieben Maxx während der Regular Season jeden Sonntag einen Doubleheader. Zusätzlich werden die International Series und der Thanksgiving Classic als Doubleheader ausgestrahlt. Auf der Webpräsenz von ran werden seit der Saison 2014 die Divisional-Play-offs und die Championship Games als Doubleheader ausgestrahlt. Ab der Saison 2015 sollen alle Play-off-Spiele, mit Ausnahme des Super-Bowls auf Sat.1 gezeigt werden.

### Canadian Football League
Die Inhaber der Ausstrahlungsrechte für die Canadian Football League (CFL), derzeit The Sports Network (2023), strahlt immer wieder Doubleheader aus, gewöhnlich samstags oder sonntags. An Thanksgiving, dem Labour Day und auch bei den Halbfinal- und den Finalspielen, der Divisions in den Play-offs der CFL, werden Doubleheader gezeigt.

## National Hockey League
In Kanada strahlt Canadian Broadcasting Corporation (CBC) mit der Hockey Night in Canada samstags einen Doubleheader der National Hockey League (NHL) während der Regular Season aus. Der kanadische Sportsender The Sports Network strahlt häufig mittwochs einen Doubleheader aus.
In den Vereinigten Staaten zeigt NBCSN Doubleheader als Teil ihrer NHL Coverage.

## National Basketball Association
Bei Übertragungen der National Basketball Association (NBA) gibt es zu Weihnachten zwei Doubleheader. Regelmäßig werden auf ESPN und TNT, seltener auch auf ABC, Doubleheader ausgestrahlt. 2010 und 2011 wurde an Thanksgiving auch ein Doubleheader übertragen, welcher jedoch zur Saison 2012 eingestellt wurde.